# Limopsis littoralis
Limopsis littoralis is een tweekleppigensoort uit de familie van de Limopsidae. De wetenschappelijke naam van de soort is voor het eerst geldig gepubliceerd in 2007 door Sasaki & Haga.